# Heinrich Schönfeld (Fußballspieler)
Heinrich „Beppo“ Schönfeld (* 3. August 1900 in Klausenburg, Österreich-Ungarn; † 3. September 1976 in Toronto, Kanada) war ein österreichischer Fußballspieler. Der Mittelstürmer wurde 1924 als erster Österreicher italienischer Torschützenkönig. 

## Karriere
Heinrich Schönfeld begann seine Karriere beim SpC Rudolfshügel, für den er in der Saison 1916/17 in der Ersten Klasse als Tormann debütierte. Bald jedoch wechselte er in den Sturm, in dem er ab Saison 1920/21 spielte und bereits in seinem ersten Meisterschaftsspiel gegen den SC Hakoah Wien ein Tor erzielte. Nach seiner Zeit in Favoriten wechselte Heinrich Schönfeld zum Sportclub Meran, wo er zu einem der populärsten Fußballspieler Südtirols aufstieg. So wurde er schließlich zur Saison 1923/24 vom ehemaligen österreichischen Nationalspieler Karl Stürmer zum FC Turin geholt, wo er bald als „Enrico Schönfeld“ bekannt war. In Turin wurde Heinrich Schönfeld mit 22 Treffern italienischer Torschützenkönig, verpasste aber mit seinem Klub um einen Punkt hinter dem FC Bologna den Einzug in das Finale um die italienische Meisterschaft. Nach einem weiteren Jahr in Turin sowie bei Inter Mailand, wo er in 14 Ligaspielen 9 Tore schoss, entschloss sich Heinrich Schönfeld 1926 in die österreichische Liga zurückzukehren. 
In der österreichischen I. Liga schloss er sich dem SC Hakoah Wien an, wo er sich gut ins Angriffsspiel der Krieauer einfügte. Nachdem er jedoch im Frühjahr 1926 bei einer Amerika-Tournee mit seinem Klub groß aufspielte – Heinrich Schönfeld schoss allein beim 6:4 über die Brooklyn Wanderers einen Hattrick – wurde er gemeinsam mit seinen Mitspielern Leopold Drucker, Alexander Neufeld und József Eisenhoffer von Brooklyn abgeworben. Bereits nach einem Jahr in der ASL kehrte er allerdings zurück nach Wien zum SC Hakoah, für den er noch einmal 1927/28 spielte, um anschließend wieder in die Vereinigten Staaten zurückzukehren, um zunächst für die Brooklyn Hakoah und nach deren Fusion für die New York Hakoah zu spielen. Seine letzten Meisterschaftsspiele in den USA bestritt er 1929/30.
Nach Beendigung seiner Spielerkarriere arbeitete Heinrich Schönfeld als Trainer. So betreute er von 1930 bis 1933 Juventus Trapani, die unter seiner Führung von der fünften bis in die dritte Liga aufstiegen sowie anschließend den Zweitligaklub FC Catanzaro. Nach Ende des Zweiten Weltkrieges trainierte er Hakoah Hallein, einen Klub, der 1950 von jüdischen Heimatlosen aus dem DP-Lager „Beth Israel“ ins Leben gerufen worden war.
Am 20. Mai 1952 wanderte Schönfeld mit seiner Frau Elisabeth nach Kanada aus, wo er 1976 im Alter von 76 Jahren starb.